# Рабочий класс идёт в рай
«Рабочий класс идёт в рай» (итал. La classe operaia va in paradiso) — социальный фильм режиссёра Элио Петри с Джаном Марией Волонте в главной роли. Лента получила приз «Золотая пальмовая ветвь» Каннского кинофестиваля 1972 года.

## Сюжет
Лулу Масса (Дж. М. Волонте) — заводской рабочий, который отличается необыкновенной производительностью. За это его уважает начальство, но недолюбливают коллеги. Даже дома грубый Масса думает о производстве, сравнивая человека с «заводом по производству дерьма».
Завод пикетируют представители профсоюза, призывающие бороться за достойную оплату, и леваки-студенты, требующие немедленно бросать работу. Масса не обращает внимание на уговоры коллег присоединиться к борьбе против «хозяев» завода.
При попытке наладить заклинивший станок Масса лишается пальца. Событие вызывает возмущение среди рабочих. Масса посещает психиатрическую лечебницу, где содержится старый приятель Милитина (С. Рандоне) — сошедший с ума на том же заводе рабочий. Тот рассказывает Массе, что так и не смог узнать, что и зачем производят на заводе.
Профсоюз добивается общего собрания рабочих, на котором принимается решение о забастовке. Масса примыкает к группе радикально настроенных рабочих и выступает в духе полной отмены сдельщины. На следующее утро он принимает участие в массовых беспорядках на проходной, за что его увольняют. От Массы уходит жена (М. Милато), возмущенная тем, что он предоставил их квартиру «товарищам» по борьбе.
Бесцельно бродя по городу, Масса заходит в штаб к студентам, где агитатор заявляет ему, что не может ничем помочь. Заходит Масса и к Милитине, который призывает его «снести стену».
Представители профсоюза сообщают Массе, что добились его восстановления. Во время работы на конвейере Масса рассказывает коллегам о сне. В этом сне Масса видел стену, за которой был рай, а в нём — рабочие.

## В ролях
| Актёр               | Роль        |
| ------------------- | ----------- |
| Джан Мария Волонте  | Лулу Масса  |
| Марианджела Мелато  | Лидия       |
| Джино Перниче       | синдикалист |
| Луиджи Диберти      | Басси       |
| Сальво Рандоне      | Милитина    |
| Донато Кастелланета | Маркс       |
| Джузеппе Фортис     | Валли       |
| Коррадо Солари      | Мена        |
| Рената Дзаменго     | Мария       |

## Награды
- 1972 — приз «Золотая пальмовая ветвь» (Элио Петри) и специальное упоминание (Джан Мария Волонте) на Каннском кинофестивале.
- 1972 — премия «Давид ди Донателло» за лучший фильм, а также «Специальный Давид» (Марианджела Мелато).
- 1972 — две премии «Серебряная лента» в категориях «лучшая актриса» (Марианджела Мелато) и «лучший актёр второго плана» (Сальво Рандоне), а также 4 номинации: лучший режиссёр (Элио Петри), лучший сценарий (Элио Петри, Уго Пирро), лучшая оригинальная история (Элио Петри, Уго Пирро), лучший актёр (Джан Мария Волонте).